# 丹尼尔·奥尔特加
何塞·丹尼尔·奥尔特加·萨韦德拉（西班牙語：José Daniel Ortega Saavedra，發音：[daˈnjel oɾˈteɣa]；1945年11月11日—），尼加拉瓜政治人物、独裁者，現任尼加拉瓜總統，執政党桑地诺民族解放阵线黨魁，自2025年1月30日起与妻子罗萨丽奥·穆里略共同担任尼加拉瓜联合总统。

## 生平

### 首次掌权
1979年，桑地诺民族解放阵线推翻安纳斯塔西奥·索摩查·德瓦伊莱总统，結束索摩查家族長達43年的獨裁統治，国家重建軍政府成立，奥尔特加任协调员，成为尼加拉瓜最高領導人，他的左翼社會主義政權獲蘇聯及古巴的支持。
奧蒂嘉上台初期，一如剛上台的菲德爾·卡斯楚一樣，並無打算破壞與美國的關係，不久即訪美與總統吉米·卡特會面，卡特政府一度答應給予尼加拉瓜經濟援助。
1980年，美國雷根政府上台，拒絕承認其新生左翼政權，資助尼加拉瓜反政府游擊隊，因而發生內戰，十年的內戰造成高達五萬人喪生，其中因中華民國也參與資助右翼尼加拉瓜反政府游擊隊，導致奧蒂嘉憤而與其於1985年斷交，轉而跟中华人民共和国建交。
1984年，奥尔特加以66%得票首次成功當選總統，但美國拒絕承認選舉結果。
最後奥尔特加的桑地诺政權雖然贏得十年的內戰，但是經濟也因美國的長期封鎖而衰敗，導致他1990年爭取連任失敗下台，右翼反對派聯盟重新掌權。1990年11月6日，時任總統比奧萊塔·查莫羅宣佈與中華民國建交。

### 再次掌权
奥尔特加下台後，於1996年及2001年兩度參選總統都再落敗，桑定民族解放陣線在野長達16年。
2006年奥尔特加第四次參選，並獲得委內瑞拉總統烏戈·查維茲力挺。11月6日，奥尔特加以38%得票率勝选，第二次当选，領導左派政權重新上台，並於2007年1月10日就職，出席觀禮者包括中華民國總統陳水扁及委內瑞拉總統查維茲。2011年，通過修改憲法，奥尔特加獲得連任的機會，第5次參選總統，在11月的總統選舉中，他以62%得票率首次順利連任，第三次當選。2014年1月28日，尼加拉瓜國會通過憲法修正案，廢除總統任期限制。2016年11月，奧蒂嘉以72.5%得票率第四次當選，其妻罗莎里奥·穆里欧也首次當選副總統。出席就職典禮者，包括中華民國總統蔡英文及玻利維亞總統埃沃·莫拉莱斯。
2007年奥尔特加再次上台后，繼續採取務實外交，並改善和梵蒂岡的關係，包括嚴厲的反墮胎法。不過，他大幅調整對外政策，除了扭轉過去十七年右派政府的親美政策，奥尔特加加強發展與俄羅斯及拉丁美洲的外交關係，也與非洲及阿拉伯國家發展外交關係。但奧蒂嘉對中華民國的態度捉摸不定，時任總統馬英九訪問時還5度被放鴿子。2021年12月9日，奥尔特加宣布與中华民国斷交，翌日宣布中华人民共和国復交。
2021年12月奧蒂嘉與其夫人搭檔正副總統，再度連任成功，第四次當選，但歐盟、美國等主要民主國家拒絕承認，美國總統喬·拜登甚至還宣布禁止奧蒂嘉等尼加拉瓜高官入境美國。此后，由于打压异己，取缔非政府组织、监禁持不同政见人士，尼加拉瓜与欧美已开发国家的关系趋于恶化，2022年9月，奧蒂嘉关闭了美国有线电视新闻网西班牙语频道，10月宣布与荷兰断交；2023年3月，因不滿梵蒂岡教宗方濟各批評監禁主教阿爾瓦雷斯，下令關閉兩國大使館。
2022年俄羅斯入侵烏克蘭，奧蒂嘉政府宣佈有意跟隨俄羅斯，承認自烏克蘭分離的頓涅茨克人民共和國與盧甘斯克人民共和國。2024年2月28日，联合国人权专家指责由奧蒂嘉與其夫人领导的尼加拉瓜政府的有系统性侵权行为「相当于反人类罪」。
2024年4月，因厄瓜多突襲墨西哥駐該國大使館，宣布與厄瓜多斷交；10月譴責以色列在加薩的種族滅絕，宣布與以色列斷交，同時也指控德國是以色列種族滅絕的幫兇。

## 批评争议
2018年4月，奥尔特加宣布改革退休金制度，觸發反政府示威浪潮，截至2021年11月已造成超過325名示威者喪生。2019年4月17日，美国财政部在一份声明中宣布，以涉嫌从事腐败和洗钱为由对奥尔特加之子劳雷亚诺·奥尔特加·穆里略和该国一家银行实施制裁。非政府组织“无国界记者组织”也在2021年将奧蒂嘉列入“新闻自由掠夺者”名单。